# Titus Welliver
Titus Welliver (New Haven, Connecticut, 12 de março de 1961) é um ator norte-americano. Interpreta o irmão gêmeo de Jacob na série Lost.

## Filmografia
- Detetive Bosch da Policia de Los Angeles (2014 - ) - "Bosch"
- Doutor - NYPD Blue
- Farley Kolt - Grimm
- Agent Blake - Marvel Agent of S.H.I.E.L.D.
- Silas Adams - Deadwood
- Lionel McCready - Gone Baby Gone
- Figuração - Prison Break(episódios 15 e 16)
- Kyle Hollis - Life
- Irmão Gêmeo de Jacob (Samuel) - Lost (5ª e 6ª temporada)
- "War" -Supernatural (série)
- Glen Childs - The Good Wife
- Henry Summers- Total Recall 2070 episódio "Personal Effects"
- Jimmy O'pheal - Sons Of Anarchy
- Live By Night - Tim Hickey
- Dominic Barone - Suits